# Právnická fakulta Univerzity Komenského v Bratislavě
Právnická fakulta Univerzity Komenského (PraF UK) je jedna z třinácti fakult Univerzity Komenského v Bratislavě. Byla založena jako jedna z prvních čtyřech fakult univerzity v roce 1919, činnost zahájila roku 1921. Poskytuje vysokoškolské právnické vzdělávaní v akreditovaných studijních programech ve všech třech stupních v denní i externí formě. Právnická fakulta sídlí na Šafárikově náměstí v Bratislavě v budově, kde se nachází i rektorát a hlavní aula univerzity, stejně jako několik pracovišť Filozofické fakulty, jejíž sídlo je hned v sousedství.

## Historie
Právnická fakulta byla zřízena zákonem spolu s celou univerzitou už roku 1919, ale fakticky byla otevřena až v akademickém roce 1921/1922. Výuka zpočátku probíhala v prostorách bývalé právnické fakulty maďarské univerzity v Kapitulskej ulici, která byla téhož roku zrušena, až v roce 1936 byla postavena nová budova na Šafárikově náměstí. V prvním roce zde působili čtyři řádní a dva mimořádní profesoři, v akademickém roce 1936/1937 už 11 řádných a čtyři mimořádní profesoři. Učil zde Augustín Ráth, první děkan fakulty, dále řada Čechů, např. Karel Laštovka, Otakar Sommer, Miroslav Boháček, Albert Milota, Bohuš Tomsa, Vratislav Bušek, Richard Horna, Rudolf Rauscher, Cyril Čechrák, Karel Kizlink nebo Zdeněk Peška. Studium tehdy trvalo alespoň osm semestrů a dělilo se na dva bloky, historickoprávní a pozitivněprávní. S nástupem autonomistických nálad na Slovensku, které vyvrcholily až vyhlášením samostatného státu, byli nuceni všichni čeští profesoři fakultu opustit. Odešli částečně na brněnskou (Bušek, Rauscher, Čechrák a Peška), částečně na pražskou právnickou fakultu či na jiná působiště. V roce 1940 byla původní Univerzita Komenského zrušena a na místo ní byla zřízena Slovenská univerzita s vlastní právnickou fakultou, která i přes částečnou personální a materiální kontinuitu už fungovala za jiných společenských podmínek. Téhož roku byli ze studií vyloučeni všichni Židé. Profesorský sbor, který i přes odchod českých profesorů vzrostl v tomto období na sedm řádných a pět mimořádných, však až do začátku roku 1945 odolával politickým tlakům jmenovat nehabilitované profesory nebo vyloučit ze studií práv ženy.

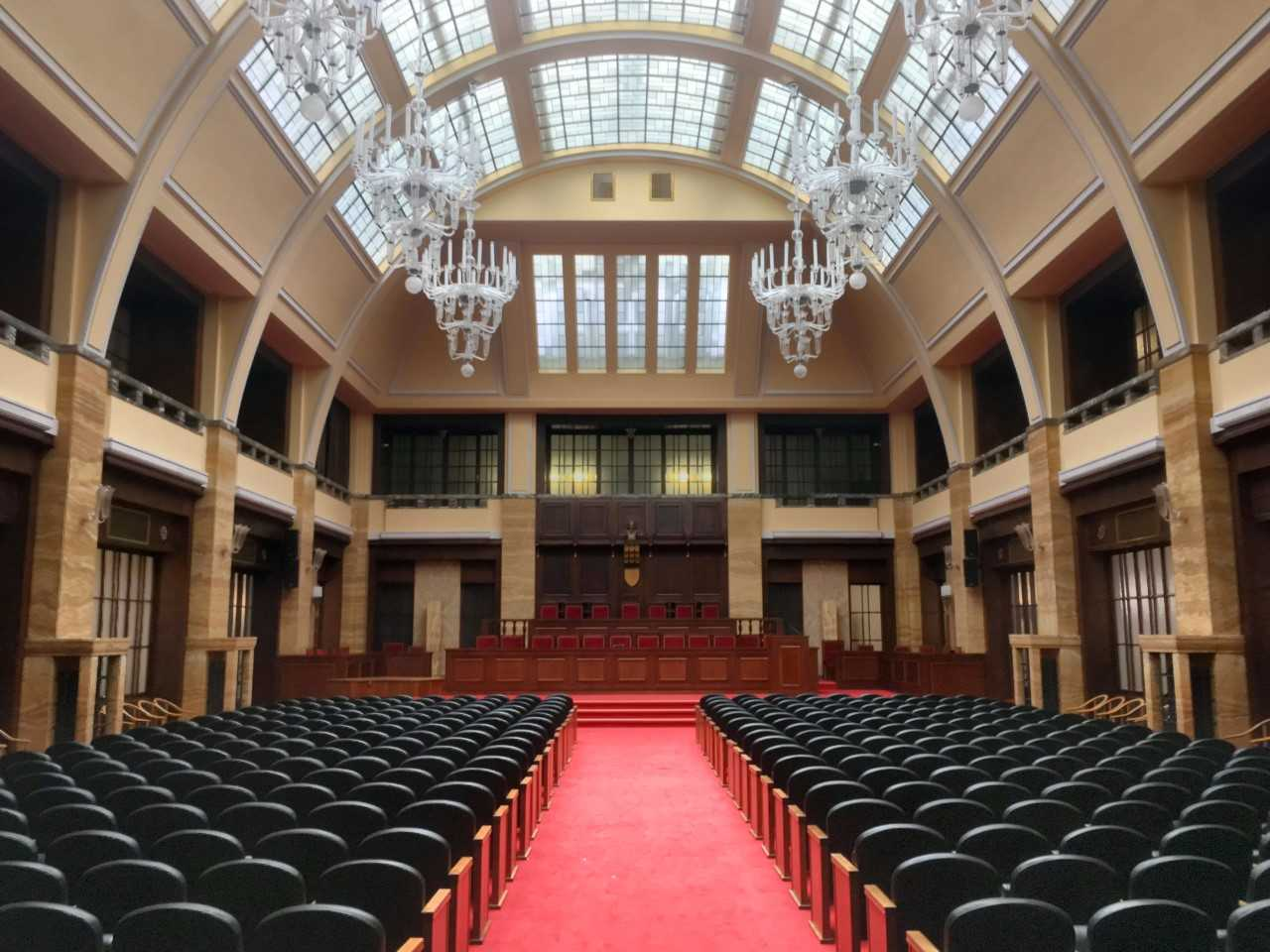
Aula Univerzity Komenského v budově Právnické fakulty

Po válce byli in memoriam promováni ti studenti, kteří padli v povstání, a došlo také na prověrky národní spolehlivosti. Těmi prošlo jen sedm profesorů a pět docentů, fakultu museli kromě Tuky a Ďurčanského opustit např. profesoři Juraj Rajec, Jozef Fundárek nebo Ludevít Knappek. Výuka probíhala až do roku 1947 v sídle Grémia bratislavských obchodníků a Obchodní a průmyslové komory, protože hlavní budova na Šafárikově náměstí byla ke konci války téměř zničena a musela proběhnout její zásadní rekonstrukce. Po Únoru 1948 byla akademická samospráva zrušena a výuka podléhala ideologickým hlediskům. Kromě standardních právních disciplín se vyučovalo i právo SSSR a marxismus-leninismus. Namísto dosavadních ústavů a seminářů se podle sovětského vzoru zavedly katedry, v 50. letech byl také zrušen dosavadní titul JUDr. a nahrazen označením „promovaný právník“, chod fakulty do značné míry ovlivňoval mimoprávní orgán – fakultní organizace KSS a přišly další prověrky, které měly za cíl očistu od „buržoazních živlů a revizionistů“. I přes tyto okolnosti zde působili významní právníci jako byl Štefan Luby, Karol Plank nebo Karol Rebro. Studium se prodloužilo už na deset semestrů, rozdělených do tří bloků, teoreticko-přípravného, občansko-správního a bloku trestního a mezinárodního práva. Kromě prezenčního studia a zvláštní Právnické školy pro pracující fakulta zajišťovala i distanční studium v Banské Bystrici, Žilině a Košicích. Roku 1954 se dosavadní Právnická fakulta Slovenské univerzity vrátila k původnímu názvu Univerzity Komenského.
Ke konci 60. let se fakulta stala jedním z iniciátorů federalizace Československa. Liberalizace tohoto období byla opuštěna za normalizace, kdy se zejména na právnické fakultě dbalo o ideologickou čistotu, což mj. znamenalo další vynucené odchody učitelů. Z hlediska samotné výuky se pětileté studium od akademického roku 1974/1975 zkrátilo na čtyři roky a zavedly se tzv. profilové předměty. Kromě denního studia a studia při zaměstnání se od 80. let začalo zavádět i mezioborové studium, uskutečňované na více fakultách nebo dokonce vysokých školách zároveň. V tomto období ale začal prudce klesat počet zájemců o studium práv. K obratu došlo až po sametové revoluci, zatímco v akademickém roce 1988/1989 na fakultě studovalo jen zhruba 700 studentů, v roce 2000/2001 to bylo už přes tři tisíce. Učební plán se zásadně zreformoval, bylo zrušeno dálkové studium, prezenční se opět prodloužilo na deset semestrů a rozčlenilo na tři bloky, teoreticko-historickoprávní, státovědecký a judiciální, v jehož průběhu bylo nutné absolvovat praxi v soudnictví a advokacii. Od poloviny 90. let, kdy funkci děkana vykonávali Peter Blaho a poté Mojmír Mamojka, se také zavedlo bakalářské studium.

## Studium
Od akademického roku 2004/2005 je studium organizované na kreditovém systému. Studium je umožněno ve třech stupních:
- tříletém bakalářském (Bc.) – obor Právo
- dvouletém navazujícím magisterském (Mgr. s možností získání titulu JUDr.) – obor Právo
- tří, resp. pětiletém doktorském (Ph.D.) – obory Teorie a dějiny státu a práva, Ústavní právo, Správní právo, Trestní právo, Občanské právo a Obchodní a finanční právo.

## Pracoviště fakulty
| katedry a ústavy                                                   | profesoři |
| ------------------------------------------------------------------ | --- |
| Katedra teorie práva a sociálních věd                              | prof. PhDr. František Gahér, CSc. prof. JUDr. Mgr. Martina Gajdošová, PhD.                                       |
| Katedra římského práva a církevního práva                          | prof. doc. PaedDr. JCDr. Róbert Brtko, PhD. prof. JUDr. Matúš Nemec, PhD.                                        |
| Katedra právních dějin a právní komparatistiky                     | prof. Mgr. Miroslav Lysý, PhD.                                                                                   |
| Katedra mezinárodního práva a mezinárodních vztahů                 | prof. JUDr. Ján Svák, DrSc.                                                                                      |
| Katedra ústavního práva                                            | prof. JUDr. Marián Giba, PhD. prof. JUDr. Tomáš Ľalík, PhD. prof. JUDr. Lívia rellová, PhD.                      |
| Katedra správního a environmentálního práva                        | prof. JUDr. Katarína Tóthová, DrSc. prof. JUDr. Marián Vrabko, CSc. prof. JUDr. Mária Srebalová, PhD.            |
| Katedra finančního práva                                           | prof. JUDr. Ľubomír Čunderlík, PhD.                                                                              |
| Katedra obchodního a hospodářského práva                           | prof. JUDr. Mária Patakyová, PhD. prof. JUDr. Mojmír Mamojka, PhD.                                               |
| Katedra pracovního práva a práva sociálního zabezpečení            | |
| Katedra občanského práva                                           | prof. JUDr. Svetlana Ficová, CSc. prof. JUDr. Marek Števček, PhD.                                                |
| Katedra trestního práva, kriminologie a kriminalistiky             | prof. JUDr. Jozef Čentéš, PhD. Dr. h. c. prof. JUDr. Lucia Kurilovská, PhD. prof. JUDr. Margita Prokeinová, PhD. |
| Ústav evropského práva                                             | prof. JUDr. Ing. Ondrej Blažo, PhD.                                                                              |
| Ústav práva informačních technologií a práva duševního vlastnictví | |
| Ústav cizojazyčné právní komunikace                                | |
| Ústav ekonomických věd                                             | |
| Ústav klinického právního vzdělávaní a tělesné kultury             | |
| Ústav kánonického práva                                            | Mons. prof. ThDr. ICLic. PaedDr. Ján Duda PhD. prof. JUDr. Mgr. Vojtech Vladár, PhD.                             |